# Flush
Flush er en dansk kortfilm fra 2004, der er instrueret af Thomas Bremer.

## Handling
Kl. 02.00 natten til søndag den 14. september 2003 blev den 28-årige Jonas Markland fundet død på et toilet på en bar i København. Han havde ét stikmærke i venstre arm, og obduktionen viste, at han var død af en overdosis ketamin. Filmen foregår over én aften og følger begivenhederne op til dødsfaldet.